# Peroxidisulfato de amonio
El peroxidisulfato de amonio, también conocido como persulfato amónico  es el compuesto inorgánico con la fórmula (NH4)2S2O8. Es una sal incolora de color blanco, muy soluble en agua, mucho más que el peroxidisulfato de potasio. Es un agente oxidante fuerte que se utiliza como catalizador en la química de polímeros, como conservante de alimentos y como agente de limpieza y blanqueo . 

## Preparación y estructura
El persulfato de amonio se prepara mediante electrólisis de una solución concentrada y fría de sulfato de amonio o bisulfato de amonio en ácido sulfúrico utilizando alta intensidad de corriente.   El método fue descrito por primera vez por Hugh Marshall .
Las sales de amonio, igual que los correspondientes peroxidisulfatos de sodio y de potasio, adoptan estructuras muy similares en estado sólido, según los estudio por  difracción de rayos X. En la sal de amonio, la distancia O-O del grupo peróxido es 1,497 Å. Los grupos sulfato son tetraédricos, con tres distancias S=O cortas, de aproximadamente 1,44 Å y un enlace S-O largo de 1,64 Å. 

## Usos
El peroxidisulfato de amonio se utiliza principalmente como iniciador de radicales en la polimerización de ciertos alquenos. Entre los polímeros  de mayor importancia técnica y comercial  preparados utilizando persulfatos se incluyen el caucho de estireno-butadieno y politetrafluoroetileno.  
Respecto a su mecanismo de acción, el radical sulfato se añade al alqueno para dar un radical éster sulfato. También se utiliza junto con tetrametiletilendiamina para catalizar la polimerización de acrilamida en la preparación de los geles de poliacrilamida, por lo que su utilización en el laboratorio tiene cierta importancia en ciertas técnicas de análisis por electroforesis (SDS-PAGE y Western blot).
Como agente oxidante, el persulfato de amonio se utiliza para grabar el cobre en placas de circuitos impresos, siendo una alternativa a la solución de cloruro férrico .  Esta propiedad fue descubierta hace muchos años, en 1908,  porJohn William Turrentine, que utilizó una solución de persulfato de amonio diluido para grabar el cobre.  Esta mismas propiedades oxidantes hacen que el peroxidisulfato se utilice en las formulaciones de decolorantes para el cabello. Pe peroxidisulfato de amonio, así como otros persulfatos, se utilizan como oxidantes en química orgánica.  Por ejemplo, en la reacción de Minisci y la oxidación del persulfato de Elbs.

## Seguridad
El polvo en el aire que contiene persulfato de amonio puede ser irritante por contacto con  ojos, nariz, garganta, pulmones y piel. La exposición a altos niveles de polvo puede causar dificultad para respirar.
Se ha observado que las sales de persulfato son una causa importante de efectos asmáticosen peluqueros u otras personas relacionadas con la industria de la peluquería. Se sospecha que estos efectos asmáticos están causados por la oxidación de los residuos de cisteína o de metionina. 